# SoundFont
SoundFont是一个品牌名统称，它是指使用基于采样合成来播放MIDI文件的檔案格式和相关技术。其最早在Sound Blaster AWE32声卡上用于其General MIDI支持。

## 规范
SoundFont文件格式最新版本是2.04（通常不正确地称为2.4）。它基于RIFF格式。详细描述可见规范，规范目前仅在各个公司的网站上提供副本，例如 http://www.synthfont.com/sfspec24.pdf（页面存档备份，存于） （PDF；518 kB；该文档不正确地在页脚声称版本为2.01）。

## 历史
原始的SoundFont文件格式在1990年代初由E-mu Systems和创新科技（Creative Labs）开发。此版本规范从未向公众发布。在1994年，Creative的Sound Blaster AWE32是第一个也是唯一一个使用该版本的主流设备。此种格式的文件通常采用.SBK或.SB2作为文件扩展名。
SoundFont 2.0于1996年制定。该文件格式使用感性添加现实世界单位一般化了数据表示，重新定义了格式中的一些仪器分层特征，添加了真正的立体声样本支持，并删除了第一个版本中行为难以指定的一些模糊特性。此版本被完全公开而为公共规范，目的是使SoundFont格式成为行业标准。所有SoundFont 1.0兼容设备都被更新，以便在发布给公众后不久就支持SoundFont 2.0格式，并且1.0版本已经过时。此种及其他所有2.x格式的文件（见下文）通常采用SF2作为文件扩展名。
SoundFont文件格式2.01版本（有时错误称为2.1）于1998年随E-mu的一款称为Audio Production Studio的声卡产品推出。2.01版本增加的功能允许音频设计师配置MIDI控制器影响合成器参数的方式。2.01格式与2.0双向兼容，这意味着定义为渲染2.0格式的合成器也能呈现2.01格式，反之亦然，但不能应用新的特性。
SoundFont 2.04（从未有过2.02或2.03版本）于2005年随Sound Blaster X-Fi推出。2.04格式添加了24位元样本支持。2.04格式与2.01格式双向兼容，因此能呈现2.0或2.01格式的合成器将能以16位精度自动渲染使用24位采样的乐器。
SoundFont是E-mu系统公司的一个注册商标，并且Digital Sound Factory已经收购重新格式化和管理历史性SoundFont内容的独占许可。

## 功能
MIDI文件不包含任何声音，只是描述如何播放它。为播放此类文件，基于样本的MIDI合成器使用存储在文件或ROM芯片中的乐器录音和音效。SoundFont兼容的合成器允许用户使用自定义样本的SoundFont bank播放音乐。
一个SoundFont bank在PCM格式（类似WAV文件）中包含基础样本，这些样本被映射为音乐键盘上的功能。一个SoundFont bank还包含其他音乐合成参数，如循环、抖音效果和速度敏感的音量变化。
SoundFont bank可以符合如General MIDI等标准声音集，或者使用完全自定义的声音集。

## SoundFont创作软件（.sf2格式）
有多种.sf2编辑器可用：
- 创新科技的Vienna，需要一个特定的声卡（例如Sound Blaster）
- Viena[4]（只有一个“n”），创建于2002年
- Swami[5]，用于编辑和管理MIDI音乐作品的乐器设施的自由软件集合，主要在Linux上使用
- Polyphone[6]，适用于Windows、Mac OS X和Linux的自由编辑器，创建于2013年。

## SoundFonts资源
- SoundFont 2.04规范（页面存档备份，存于）（英文）